# Tom Clancy Splinter Cell: Il gioco di Fisher
Tom Clancy Splinter Cell: Il gioco di Fisher è un romanzo di Tom Clancy e David Michaels. È il terzo di cinque romanzi che hanno come tema lo spionaggio americano, correlato con i recenti conflitti che l'America si trova ad affrontare attraverso una trama molto avvincente.

## Trama
Nell'anno 2003 un mercantile carico di materiale radioattivo e con i motori a pieno regime punta contro le coste degli Stati Uniti, scatenando il terrore di un nuovo attacco kamikaze. Per scoprire il vero obiettivo della nave e l'origine del suo carico micidiale, Sam Fisher il primo e migliore agente Splinter Cell agli ordini di Third Echelon, dipartimento super segreto dell'NSA (National Security Agency), viene paracadutato a bordo. Per Fisher e per il mondo intero si rischia di precipitare nella Terza guerra mondiale. Sulle tracce di uno dei più insospettabili nemici del mondo libero, la cui identità è avvolta nel mistero quanto i motivi del suo odio sviscerato per l'America e per il futuro dell'intera umanità.

## Il protagonista
Sam Fisher è il primo agente scelto di Third Echelon. Costretto a vivere nella completa segretezza per ragioni di "lavoro", non può costruirsi più una vita privata dopo il primo matrimonio da cui è nata Sarah. È una vera e propria macchina da guerra, sa usare le armi più complicate - ad esempio il suo SC20K - come nessun altro, è esperto di arti marziali (Krav Maga) e soprattutto è dotato di uno specialissimo sense dell'humor che diverte per tutta la durata del libro.

Il suo più grande tesoro è la figlia, perché in fondo, sotto la "scorza" da duro, c'è un cuore tenero.

## Edizioni
- Tom Clancy, David Michaels, Tom Clancy Splinter Cell: Il Gioco di Fisher, traduzione di Massimo Gardella, collana Rizzoli romanzo, Rizzoli, 2007,  pp. 377, cap. 60.